# 안세찬
안세찬(安世燦)은 증산도의 창시자이다. 안운산(安雲山)이라는 이름으로도 불린다. 본래 증산교본부에서 활동하다가 대전시를 기반으로 증산도를 세웠으며, 현재 그의 아들 안중건(안경전)이 교주로서 증산도를 이끌고 있다.